# Véra Sherbane
France Juliette Marie Frachat dite Vera Sherbane, née le 3 août 1914 à Annecy et morte le 6 février 1999 à Plateau d'Hauteville, est une actrice française.
Actrice de cinéma, elle connut une courte carrière essentiellement au cinéma entre 1928 et 1932. Elle est notamment connue pour avoir principalement tourné sous la direction du cinéaste Jean Choux.

## Biographie
Elle nait le 3 août 1914 à Annecy. Son père,Louis Léonard Frachat est alors entrepreneur de transport mais ultérieurement sa fille prétendra qu'il était journaliste. Sa mère, Thérèse Reignier est alors sans emploi.
Elle commence sa carrière à tout juste 14 ans dans Espionnage ou la Guerre sans armes de Jean Choux aux côtés de sa mère Thérèse Reignier. Elle est créditée Marie France au générique. A 15 ans, en 1929, elle est Jeanne Marèze dans La Servante du même Jean Choux et toujours aux côtés de sa mère. En 1931, à 17 ans, elle est ensuite Alycette Paradis, l'accordéoniste dans Un chien qui rapporte du même réalisateur. Cette même année 1931, elle apparaît dans Les cancans, série de courts métrages autour d’histoires juives ) ou marseillaises (Marius fait un pari) Edmond T. Gréville. Ce sera sa dernière apparition. En février 1932, elle est victime d'un grave accident de voiture au cours duquel elle est blessée au visage.On ne la verra plus jamais, ni sur scène, ni à l’écran.

### Pseudonymes
Dans sa première prestation elle se fait appeler Marie France, contraction de deux de ses trois prénoms France, Juliette, Marie. Afin de ne pas être confondue ou associée à une autre actrice, Claude France, elle choisit le pseudonyme de Vera Sherbane.

### Lien avec Jean Choux
Vera Sherbane est la belle-fille par alliance du réalisateur. En effet, le 29 décembre 1931, la mère de la jeune actrice, Thérèse Reignier, a épousé Jean Choux à la Mairie de Neuilly sur Seine. L'acte de mariage stipule que les époux résident au 11bis avenue de Madrid dans cette même ville. Néanmoins la presse la présente d'abord comme étant la fille du réalisateur. L'actrice rectifiera l'information un peu plus tard en précisant que Choux est son beau père.

### Vie privée
Elle épouse Jacques, Alexandre, Simon Léonard dit Jacques Léonard à l'age de 20 ans le 2 février 1935 à la mairie de Neuilly sur Seine. Le mariage est dissous le 27 avril 1954 par un arrêt rendu par la Cour d'Appel de Paris. Ces informations figurent en marge de l'acte de naissance de l'actrice

### Mort
Elle meurt le 6 février 1999 à Plateau d'Hauteville.

## Filmographie

### Cinéma
- 1928 : Espionnage ou la Guerre sans armes de Jean Choux:  Maria Vandamme avec Thérèse Reignier
- 1930 : La Servante: de Jean Choux:  Jeanne Marèze avec Thérèse Reignier
- 1931 : Les Cancans[12] d'Edmond T.Gréville suite de courts métrages d'histoires juives et marseillaises : La guerre aux sauterelles[13]
- 1932 : Un chien qui rapporte: Alycette Paradis, l'accordéoniste avec Arletty, René Lefèvre et Paulette Dubost.